# 藤森神社
藤森神社是位處日本京都府京都市伏見區深草的一座神社。為日本端午的發源地。

## 歷史
藤森神社傳於神功皇后攝政3年（203年）建立。

## 主要神事
5月5日藤森祭為最重要的祭事，已於鐮倉時代末期的14世紀有紀錄。當天會表現賽馬有關的傳統活動。
6月及7月上旬則會公開紫陽花苑，總共有3500珠紫陽花種植，直到枯萎為止。

## 其他
由於藤森神社與馬有關，吸引了賽馬人士以及馬迷前來參拜。

## 交通
- JR奈良線JR藤森站
- 京阪電氣鐵道京阪本線墨染站，注意藤森站離神社有一段距離。

## 外部連結
- 官方網站 （页面存档备份，存于）